# Partia Pracujących Turcji
Partia Pracujących Turcji (tur. Türkiye İşçi Partisi, TİP) – turecka partia polityczna o profilu marksistowsko-leninowskim założona 7 listopada 2017.

## Historia
Partia powstała w wyniku walk dwóch rywalizujących ze sobą frakcji wewnątrz Komunistycznej Partii Turcji (TKP). Frakcja kierowana przez byłego przewodniczącego Erkana Başa po raz pierwszy przyjęła nazwę Ludowa Komunistyczna Partia Turcji w 2014 i po trzech latach w 2017 zdecydowała się założyć TİP. Partia dąży do upowszechnienia i powiększenia organizacji oddolnych w celu wzmocnienia ruchu socjalistycznego.
Deklaracja założycielska TİP została podpisana przez 146 osób, wśród których znaleźli się m.in. Erkan Baş, Barış Atay, Tuncay Celen, Metin Çulhaoğlu, byli członkowie TKP, różni przedstawiciele organizacji masowych i związków zawodowych, pracowników, studentów oraz naukowców.

## Udział w wyborach
Podczas wyborów parlamentarnych w Turcji w 2018 partia współpracowała z Ludową Partią Demokratyczna (HDP).  Zdobyła wówczas 2 mandaty. Do Wielkiego Zgromadzenia Narodowego Turcji dostał się przewodniczący partii, Erkan Baş, wybrany z pierwszego okręgu wyborczego w Stambule, a także wiceprzewodniczący i aktor Barış Atay wybrany z prowincji Hatay. W kwietniu 2021 do partii dołączył deputowany HDP – Ahmet Şık.
W wyborach parlamentarnych w Turcji w 2023 TIP startowała w ramach koalicji Sojuszu Pracy i Wolności i uzyskała 956 057 głosów, co dało grupowaniu wynik 1,76% i zapewniło 4 miejsca w parlamencie.